# Encarsia pergandiella
Encarsia pergandiella är en stekelart som beskrevs av Howard 1907. Encarsia pergandiella ingår i släktet Encarsia och familjen växtlussteklar. Inga underarter finns listade i Catalogue of Life.